# Wisconsin
För andra betydelser, se Wisconsin (olika betydelser).
Wisconsin är en delstat i USA, belägen i Mellanvästra USA och grundad som landets trettionde delstat 1848. Staten har kust mot Övre sjön i norr och Michigansjön i öster. Wisconsin har gräns mot fyra andra stater, nämligen Minnesota och Iowa i väster, Illinois i söder samt Michigan norrut. Namnet är en anglifiering av franskans Ouisconsin, som ursprungligen var namnet på floden Wisconsin på något algonkinspråk. Exakt vilket språk och ordets betydelse är omdebatterat, men en ledande teori anser att det är Miami-Illinois för ”det ligger rött”, syftande på flodbäddens röda sandsten.

## Historia
Fransmannen Jean Nicolet var den första europén som upptäckte Wisconsin när han gick iland nära det som idag är Green Bay, 1634. Frankrike kontrollerade området fram till 1763 då det blev brittiskt. Från och med 1783 har området tillhört USA. 1836 blev Wisconsin ett eget territorium och 29 maj 1848 blev Wisconsin USA:s 30:e delstat. Under slutet av 1800-talet och början av 1900-talet lämnade många Skandinavien och Tyskland för att söka ett bättre liv i Amerika och skandinaverna blev den tredje största etniska gruppen. Tillsammans med norrmän, danskar och finnar slog sig många svenskar ned i distrikten i norr och väster och de blev ofta verksamma som gruv- och skogsarbetare och jordbrukare.

## Större städer
- Appleton
- Green Bay
- Eau Claire
- Kenosha
- Madison, huvudstad i staten

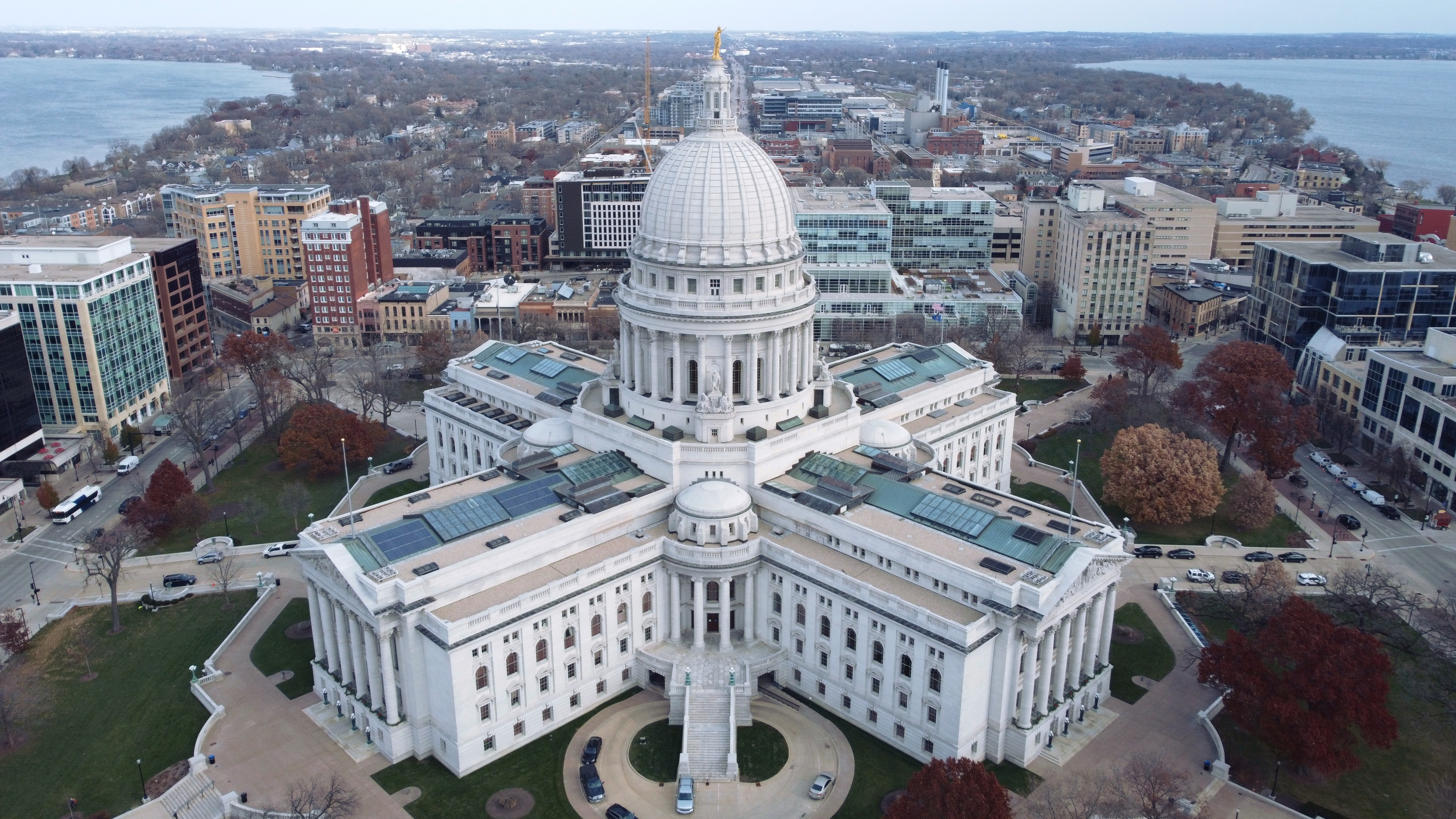
Wisconsin State Capitol i Madison är säte för Wisconsins legislatur, guvernör samt för Wisconsin Supreme Court.

- Milwaukee, den största staden i staten
- Oshkosh
- Racine
- Janesville
- Rhinelander
- Wausau
- La Crosse
- Marshfield
- Waukesha
- Sheboygan

## Kända personer födda i Wisconsin
- Paul Ryan, politiker
- William Rehnquist, chefsdomare i USA:s högsta domstol 1986-2005.
- Phil Kessel, ishockeyspelare
- Orson Welles, regissör och skådespelare.
- Gene Wilder, skådespelare.
- Frank Lloyd Wright, arkitekt.
- Sterling North, journalist och författare (Min tvättbjörn Slarver).
- Paul Harris, grundare av Rotary
- Mark Ruffalo, skådespelare
- Kurtwood Smith, skådespelare
- Jeff Loomis, gitarrist i Metal-bandet Nevermore.
- Justin Vernon, artist
- Andy Biersack, sångare i Hårdrocks-bandet Black Veil Brides
- Joseph McCarthy, politiker
- J.J Watt, amerikansk fotbollsspelare
- Jeffrey Dahmer, seriemördare, nekrofil och kannibal

## Populärkultur
TV-serien That '70s Show utspelar sig i den fiktiva orten Point Place i Wisconsin.
Komediserien Happy Days utspelar sig i Milwaukee, Wisconsin under 1950-talet.